# Río Tutuvén
Río Tutuvén är ett vattendrag  i Chile.   Det ligger i regionen Región del Maule, i den södra delen av landet, 300 km sydväst om huvudstaden Santiago de Chile.
Omgivningen kring Río Tutuvén består i huvudsak av gräsmarker och området är  ganska glesbefolkat, med 22 invånare per kvadratkilometer.